# Psorothamnus thompsoniae
Psorothamnus thompsoniae là một loài thực vật có hoa trong họ Đậu. Loài này được (Vail) S.L.Welsh & N.D.Atwood miêu tả khoa học đầu tiên.